# Rogue Company
Rogue Company es un videojuego de disparos de hero shooter en tercera persona multijugador gratuito desarrollado por First Watch Games y publicado por Hi-Rez Studios. El juego se lanzó en versión beta abierta el 1 de octubre de 2020 para Microsoft Windows a través de Epic Games Store, Steam, Xbox One, PlayStation 4, Nintendo Switch, un lanzamiento para Xbox Series X/S el 25 de noviembre de 2020 y un para PlayStation 5 el 30 de marzo de 2021. El juego cuenta con soporte completo para juegos cruzados multiplataforma. El juego se inspira en los disparos tácticos de Counter-Strike. El juego salió de la Beta el 23 de mayo de 2022.

## Jugabilidad
Rogue Company presenta una variedad de personajes jugables, conocidos como Rogues. Hay 26 pícaros jugables en Rogue Company. El juego presenta modos de juego basados en objetivos y varios mapas. Los partidos constan de rondas múltiples, y cada ronda generalmente comienza con ambos equipos saltando en paracaídas desde un avión al mapa a continuación para competir entre sí en varios objetivos. Entre rondas, los jugadores pueden usar el dinero ganado al completar tareas y eliminar jugadores en la ronda anterior para comprar y mejorar armas, equipos y ventajas.
Se han revelado varios modos de juego : Extracción es un modo de juego 4 contra 4, donde el equipo atacante tiene la tarea de piratear un objetivo; el ganador de una ronda se determina una vez que se piratea el objetivo o se eliminan todos los jugadores de un equipo. Strikeout es una variación de Extraction en la que los jugadores pueden reaparecer después de ser eliminados, y cada equipo tiene un número limitado de reapariciones en cada ronda. En este modo, la victoria debe lograrse matando enemigos hasta que no les queden reapariciones. Esto se puede lograr más fácilmente pirateando el objetivo, un área en lugar de una caja. Demolición es un modo 4 contra 4 en el que un equipo debe colocar una bomba dentro de un límite de tiempo. Wingman es un modo de juego 2v2, básicamente el modo de juego Strikeout pero con menos reapariciones y equipos de 2.

## Desarrollo y lanzamiento
Rogue Company se anunció el 5 de septiembre de 2019. Después del anuncio inicial en video, se reveló que Rogue Company sería un exclusivo de Epic Games Store para PC. El 15 de noviembre de 2019, First Watch Games lanzó un video informativo que destaca varios aspectos del juego y los miembros del equipo de desarrollo. Se anunciaron varias previas para Rogue Company antes del lanzamiento, incluido Anvil, que puede colocar una barricada, Lancer, un asesino que puede silenciar sus pasos, Gl1tch, que puede detectar equipos enemigos cercanos, Chaac (originalmente Phoenix) , que empuña un Stim Pack personal, y Trench, que coloca trampas de alambre de púas que ralentizan a los enemigos y desactivan sus esquivas.
Después de una fase de prueba alfa pública limitada, el juego entró en una fase beta cerrada de acceso temprano el 20 de julio de 2020 antes de su lanzamiento general previsto más adelante en 2020, y los jugadores obtuvieron acceso comprando un paquete de fundador o recibiendo un código de invitación. Durante la versión beta, el juego atrajo a dos millones de jugadores.
En septiembre de 2020, Hi-Rez colaboró con 100 Thieves para agregar una colección de trajes de personajes y diseños de armas de la marca 100 Thieves a Rogue Company. En octubre de 2020, Dr Disrespect trabajó con Hi-Rez para agregar un mapa personalizado, diseñado por Dr Disrespect, y una apariencia de su personaje. Ese mismo mes Hi-Rez informó que Rogue Company alcanzó los 8 millones de jugadores.
La música del menú principal del juego fue compuesta por Run the Jewels.

## Recepción
La versión para PC de Rogue Company recibió "críticas generalmente favorables" de los críticos, según el agregador de reseñas Metacritic .
Varios periodistas pudieron jugar una versión alfa del juego en DreamHack Atlanta en noviembre de 2019. Philippa Warr describió el juego a PC Gamer como "la versión sucia de Hi-Rez de un shooter PvP cooperativo". Rectify Gaming declaró: "Plenamente consciente de que el juego aún se encuentra en la fase alfa de desarrollo, la construcción fue un espectáculo impresionante de todos modos".
Gamereactor calificó el juego con un 7/10 y dijo: "El título tiene una mecánica bastante simple, un juego de disparos ajustado y con gran sensación y personajes lo suficientemente únicos como para mantener la jugabilidad fresca. Claro, no está exento de defectos, pero es un título que busca "Para estar presente a largo plazo, Rogue Company definitivamente está mostrando los primeros signos de lo que podría ser grandeza". Screen Rant le dio al juego 3/5 estrellas, indicando que "Rogue Company se ha convertido en un divertido juego de disparos en tercera persona que es divertido con el grupo adecuado, pero no es uno que enganchará a los jugadores a largo plazo". PC Gamer elogió los personajes jugables y la mecánica del juego, afirmando que "la naturaleza despreocupada e informal de Rogue Company es un buen limpiador de paleta de los FPS tácticos más tensos". Zack Zwiezen de Kotaku comparó el juego con Rainbow Six Siege y Fortnite, calificándolo de "bien" e indicando que "si bien Rogue Company no es muy notable ni emocionante, está realmente bien hecho".
En diciembre de 2020, el estudio anunció que el juego alcanzó los 15 millones de jugadores.